# Голям зеленокрак водобегач
Големият зеленокрак водобегач (Tringa nebularia) е птица от семейство Бекасови. Среща се и в България.